# 野中美里
野中 美里（のなか みさと、1970年(昭和45年)3月5日 - ）は、フリーアナウンサー。血液型O型。エス・オー・プロモーション所属。

## 履歴
- 福岡県北九州市出身。その後、父親の仕事の関係で各地（栃木－埼玉－長崎－東京－新潟－千葉）を転々とし、関東地方に落ち着く。
- 桜美林大学卒業[1]後、3年間のクレジットカード会社勤務（営業職）を経て、転職。新潟テレビ21（UX、契約）やテレビ神奈川（tvk）で、アナウンサーとして活躍した。
- 2005年、担当していた『新車情報』終了とともにtvkを退社し、フリーに。
- その後は、日本テレビが運営するCS放送局・日テレG+のニュース番組や、ビジネス・ブレークスルー（SKY PerfecTV!757ch）『大前研一ライブ』などに出演している。
- また2006年からは、高校野球神奈川県予選開催期間中には、古巣のtvkに応援スタッフとして派遣され、『tvkスポットニュース』や、試合速報本部のナレーションを臨時で担当している。

## エピソード
- tvk時代、同局の人気番組『saku saku』の大ファン「サクサカー」であったことから、アナウンサーでありながら一週間ゲスト出演した事がある。

## 出演番組

### 現在出演中の番組
- tvkニュース・天気（tvk退職後は2006年以降の高校野球期間中のスポットニュースを不定期担当）
- 大前研一ライブ（ビジネス・ブレークスルー（SKY PerfecTV! 757ch））

### 過去の出演番組
tvk時代
- 新車情報（番組最後のアシスタントだった）
- HAMA大国
- TVKニュース930
- ベイスターズくらぶ
- 高校野球ニュース

tvk退社後
- ミッキー安川の真剣勝負!（BS朝日）
- 野村の自由学校（野村證券の店頭・サイト上で放映されていた）
- 読売ニュースナビ（日テレG+）
- INsideOUT 水曜日担当（BS11（BS211ch））
- 宝くじドリームサテライト 水曜日担当（BS11）
- 「Business View」ナビゲーター（J:COM）

### 映画
- ゴジラ・モスラ・キングギドラ 大怪獣総攻撃（2001年） - 池田湖のレポーター 役[2]